# Caroline de Grande-Bretagne
La princesse Caroline de Grande-Bretagne (de son nom de naissance Caroline Elizabeth of Brunswick-Lüneburg, en français Caroline Élisabeth de Brunswick-Lunebourg) est née le 10 juin 1713 et morte le 28 décembre 1757. Étant la troisième fille du roi de Grande-Bretagne Georges II, elle était membre de la famille royale britannique.

## Enfance
La princesse Caroline naquit au château de Herrenhausen, à Hanovre, en Allemagne actuelle, le 10 juin 1713. Elle est le troisième enfant de Georges, alors prince héritier de Brunswick-Lunebourg, qui deviendra en 1727 roi de Grande-Bretagne, et de Caroline d'Ansbach, fille de Jean-Frédéric d'Ansbach, margrave de Brandebourg-Ansbach.
Bien qu'il ait été naturalisé anglais en 1705 et qu'il reçut également la Jarretière ainsi que les titres de duc de Cambridge, comte de Milford Haven, vicomte de Northallerton et baron de Tewkesbury (tous dans la pairie d'Angleterre) en 1706, son père restait un prince allemand, fils d'un électeur du Saint-Empire.
À sa naissance, elle reçoit le prédicat d'Altesse sérénissime, elle est alors désignée comme Son Altesse sérénissime la princesse Caroline de Hanovre, elle est baptisée le lendemain de sa naissance.

## Princesse de Grande-Bretagne
En vertu de l'Acte d'établissement de 1701, le grand-père de la princesse Caroline devient roi de Grande-Bretagne et d'Irlande le 1er août 1714 après la mort de la reine Anne sous le nom de George Ier de Grande-Bretagne. En tant que fils aîné et héritier du nouveau roi, le père de Caroline est créé prince de Galles et duc de Cornouailles le 27 septembre 1714. Devenue princesse de Grande-Bretagne (avec de facto le prédicat d'Altesse royale), Caroline quitte Hanovre pour s'installer au palais Saint-James à Londres avec toute sa famille.
Elle est « vaccinée » contre la variole avec sa sœur Amélie. C'est l'une des premières vaccinations, on l'appelle alors la variolisation. Cette méthode novatrice, qui provenait de Constantinople, avait été introduite en Angleterre par Lady Marie Wortley Montagu et Charles Maitland. Le 11 juin 1727, George Ier mourut et le père de Caroline devint le roi Georges II.
Elle était la fille préférée de sa mère, dès qu'il y avait un problème parmi les enfants royaux, la reine avait l'habitude de demander à Caroline ce qui s'était passé, la petite princesse disait toujours la vérité, à tel point qu'elle était surnommée Truth-loving. Caroline était une jeune fille mélancolique, et cela ne changea pas en grandissant.

## Fin de vie
Selon la croyance populaire, le malheur de Caroline était dû à son grand amour pour Lord Hervey, qui était un homme marié. C'était un bisexuel notoire, il avait plusieurs maîtresses à la Cour et passait pour avoir eu une liaison avec le frère aîné de Caroline, le prince Frédéric. Lorsqu'Hervey décéda en 1743, Caroline se retira au palais Saint-James, ne recevant la visite que des membres de sa famille ou d'amis très proches.
Ses contemporains racontent qu'elle était si malheureuse qu'elle ne semblait vivre que pour mourir. Elle est morte, célibataire et sans enfant, le 28 décembre 1757, à l'âge de 44 ans. Elle fut inhumée à l'abbaye de Westminster.

## Armoiries
| Blason | Blasonnement : Écartelé, en I parti : en 1 de gueules aux trois léopards d'or et en 2 d'or, au lion de gueules, au double trescheur fleuronné et contre-fleuronné du même ; en II d'azur aux trois fleurs de lys d'or ; en III d'azur, à la harpe d'or, cordée d'argent et IV tiercé en pairle renversé, 1, de gueules, à deux léopards d'or ; 2, d'or, semé de cœurs de gueules, au lion d'azur, armé et lampassé du deuxième, brochant sur le tout ; 3, de gueules, au cheval cabré d'argent, harnaché d'or ; un lambel à trois pendants d'argent chargés chacun de trois roses de gueules. |